# Сохиев, Артур Маратович
Арту́р Мара́тович Со́хиев (27 сентября 2002, Владикавказ, Россия) — российский футболист, нападающий.

## Биография
Воспитанник осетинского футбола. В 2018—2019 годах играл за клуб «Дигора» в чемпионате Северной Осетии. Бронзовый призёр первой лиги Северной Осетии в составе «Дигоры-2», включён в символическую сборную первой лиги. Победитель первенства России-2019 в составе юношеской сборной Южного и Северо-Кавказского федерального округа.
В феврале 2020 года перешёл в клуб ПФЛ «Спартак-Владикавказ», за который провёл один матч — 14 марта отыграл всю гостевую встречу против «Дружбы» Майкоп (0:1). Вскоре из-за пандемии COVID-19 сезон был завершён, а команда в мае была расформирована. В июле приехал на просмотр в клуб РПЛ «Ростов» и в октябре подписал трёхлетний контракт. Первый матч в молодёжном первенстве провёл 11 сентября — в гостевой игре первого тура против «Краснодара» (1:2) был удалён уже на 8-й минуте за удар соперника головой в лицо. 18 октября 2020 года дебютировал в чемпионате России — в матче против «Ахмата» вышел на замену на 62-й минуте, отметился голевой передачей.
18 июля 2022 года на правах свободного агента стал игроком махачкалинского «Динамо», в составе которого дебютировал в тот же день, выйдя на замену во втором тайме в поединке первенства. 3 сентября того же года дагестанский клуб объявил о расторжении контракта с Сохиевым по обоюдному согласию сторон, при этом уже 2 сентября он был внесён в заявку «Ессентуков».
16 июля 2023 года дебютировал за хасавюртовскую «Победу» в первом для неё профессиональном матче, где в рамках Второй лиги (дивизион «Б») в домашнем матче, который прошёл на резервном поле «Анжи-Арены», против пятигорского клуба «Машук-КМВ», где 72-й минуте встречи вышел на замену Магомеду Халинбекову.